# Cantó de Vervins

Comunes del cantó

El cantó de Vervins és un cantó francès del departament de l'Aisne, situat al districte de Vervins. Té 24 municipis i el cap és Vervins.

## Municipis
- Autreppes
- Bancigny
- La Bouteille
- Braye-en-Thiérache
- Burelles
- Fontaine-lès-Vervins
- Gercy
- Gronard
- Harcigny
- Hary
- Haution
- Houry
- Laigny
- Landouzy-la-Cour
- Lugny
- Nampcelles-la-Cour
- Plomion
- Prisces
- Rogny
- Saint-Algis
- Thenailles
- La Vallée-au-Blé
- Vervins
- Voulpaix

## Història
| Data d'elecció                           | Identitat             | Partit           | Qualitat |
| ---------------------------------------- | --------------------- | ---------------- | -------- |
| 1945-1949                                | M. Pachy              | SFIO             |          |
| 1949-1973                                | M. Semat              | RPF, després UDR |          |
| 1973-1979                                | Henri Duflot          | Divers droite    |          |
| 1979-                                    | Jean-Pierre Balligand | PS               |          |
| les dades anteriors no són pas conegudes |                       |                  |          |
|                                          |                       |                  |          |

## Demografia
| A partir de 1990: Població sense dobles comptes |

Histograma

(elaboració gràfica per Wikipédia)